# Campionato mondiale di Formula 1 1973
Il campionato mondiale di Formula 1 1973 organizzato dalla FIA è stato, nella storia della categoria, il 24° ad assegnare il campionato piloti e il 16° ad assegnare il campionato costruttori. È iniziato il 28 gennaio e terminato il 7 ottobre, dopo 15 gare, tre in più rispetto alla stagione precedente. Il titolo dei piloti è andato per la terza volta a Jackie Stewart e al team Tyrrell, mentre il titolo costruttori per la sesta volta alla Lotus.
La stagione è ricordata anche per i tragici incidenti mortali di Roger Williamson e François Cevert, avvenuti rispettivamente durante il Gran Premio d'Olanda e durante le prove del Gran Premio degli Stati Uniti, ultima tappa del campionato. Jackie Stewart, compagno di squadra e grande amico del pilota francese, decise di non correre la gara e mancò il suo centesimo Gran Premio in carriera, in quanto si ritirò dalla Formula 1 al termine della stagione.

## Calendario
Rispetto alla stagione precedente le gare previste vengono aumentate da 12 a 15: vengono inseriti in calendario il Gran Premio del Brasile, già previsto l'anno precedente come gara non valevole per il mondiale, il Gran Premio di Svezia, per la prima volta valido per il campionato del mondo, torna a disputarsi dopo 6 anni sul nuovo circuito di Anderstorp, e il Gran Premio d'Olanda che, disputatosi fino al 1971, era stato annullato l'anno precedente. Alcuni gran premi, per questa stagione, hanno modificato la loro sede:
- Il Gran Premio di Spagna, l'anno precedente corso al Circuito di Jarama, sposta la sua sede a Barcellona in un circuito cittadino nel parco di Montjuïc, dove già si era corso nel 1969 e nel 1971;
- Il Gran Premio del Belgio, precedentemente corsosi a Nivelles, viene trasferito per la prima volta a Heusden-Zolder, nell'omonimo circuito;
- Il Gran Premio di Francia si sposta dal Circuito di Clermont-Ferrand a quello di Le Castellet, già utilizzato nel 1971;
- Il Gran Premio di Gran Bretagna viene corso nel Circuito di Silverstone in luogo del Circuito di Brands Hatch, nel rispetto di una alternanza tra i due circuiti.

| Gara | Nome ufficiale del gran premio           | Circuito                                   | Sede                      | Data         | Ora    | Ora   | Ora   | Diretta TV          |
| Gara | Nome ufficiale del gran premio           | Circuito                                   | Sede                      | Data         | Locale | UTC   | ITA   | Diretta TV          |
| ---- | ---------------------------------------- | ------------------------------------------ | ------------------------- | ------------ | ------ | ----- | ----- | ------------------- |
| 1    | Gran Premio de la República Argentina    | Autodromo Municipal Ciudad de Buenos Aires | Buenos Aires              | 28 gennaio   |        |       |       | Non trasmesso       |
| 2    | Grande Prêmio do Brasil                  | Circuito di Interlagos                     | San Paolo del Brasile     | 11 febbraio  |        |       |       | Non trasmesso       |
| 3    | Wynn's South African Grand Prix          | Circuito di Kyalami                        | Midrand                   | 3 marzo      |        |       |       | Non trasmesso       |
| 4    | Gran Premio de España                    | Circuito del Montjuïc                      | Barcellona                | 29 aprile    | 12:00  | 11:00 | 12:00 | Non trasmesso       |
| 5    | Marlboro & Texaco Grote Prijs van Belgie | Circuito di Zolder                         | Heusden-Zolder            | 20 maggio    | 15:30  | 14:30 | 15:30 | Non trasmesso       |
| 6    | Grand Prix Automobile de Monaco          | Circuito di Monte Carlo                    | Monaco                    | 3 giugno     | 15:30  | 14:30 | 15:30 | Programma Nazionale |
| 7    | Hitachi Sveriges Grand Prix              | Scandinavian Raceway                       | Anderstorp                | 17 giugno    | 13:30  | 12:30 | 13:30 | Non trasmesso       |
| 8    | Grand Prix de France                     | Circuito Paul Ricard                       | Le Castellet              | 1 luglio     | 15:00  | 14:00 | 15:00 | Programma Nazionale |
| 9    | John Player British Grand Prix           | Circuito di Silverstone                    | Silverstone               | 14 luglio    | 14:45  | 14:45 | 15:45 | Non trasmesso       |
| 10   | Grote Prijs van Nederland                | Zandvoort Park                             | Zandvoort                 | 29 luglio    | 15:30  | 14:30 | 15:30 | Programma Nazionale |
| 11   | Großer Preis von Deutschland             | Nürburgring                                | Nürburg                   | 5 agosto     | 14:00  | 13:00 | 14:00 | Non trasmesso       |
| 12   | Memphis Großer Preis von Österreich      | Österreichring                             | Spielberg bei Knittelfeld | 19 agosto    | 14:00  | 13:00 | 14:00 | Non trasmesso       |
| 13   | Gran Premio d'Italia                     | Autodromo nazionale di Monza               | Monza                     | 9 settembre  | 15:30  | 14:30 | 15:30 | Programma Nazionale |
| 14   | Grand Prix Labatt's 50 du Canada         | Mosport International Raceway              | Bowmanville               | 23 settembre | 15:30  | 20:30 | 21:30 | Non trasmesso       |
| 15   | United States Grand Prix                 | Watkins Glen International                 | Watkins Glen              | 7 ottobre    | 14:30  | 19:30 | 20:30 | Non trasmesso       |

## Scuderie e piloti
I seguenti team e piloti parteciparono al campionato mondiale di Formula 1 nella stagione 1973.
| Team                                   | Costruttore | Modello        | Motore                       | Gomme | Piloti |
| -------------------------------------- | ----------- | -------------- | ---------------------------- | ----- | --- |
| John Player's Team Lotus               | Lotus       | 72D            | Ford-Cosworth DFV            | G     | Emerson Fittipaldi Ronnie Peterson                                                                                        |
| Scuderia Scribante Lucky Strike Racing | Lotus       | 72D            | Ford-Cosworth DFV            | F     | Dave Charlton |
| Elf Team Tyrrell                       | Tyrrell     | 005 006        | Ford-Cosworth DFV            | G     | Jackie Stewart François Cevert Chris Amon                                                                                 |
| Blignaut Racing Lucky Strike           | Tyrrell     | 004            | Ford-Cosworth DFV            | G     | Eddie Keizan |
| Motor Racing Developments              | Brabham     | BT37 BT42      | Ford-Cosworth DFV            | G     | Carlos Reutemann Wilson Fittipaldi                                                                                        |
| Ceramiche Pagnossin Team               | Brabham     | BT37 BT42      | Ford-Cosworth DFV            | G     | Andrea De Adamich John Watson Rolf Stommelen                                                                              |
| Yardley Team McLaren                   | McLaren     | M19C M23       | Ford-Cosworth DFV            | G     | Denny Hulme Peter Revson Jody Scheckter Jacky Ickx                                                                        |
| Scuderia Ferrari SEFAC SpA             | Ferrari     | 312B2 312B3    | Ferrari 001/1 Ferrari 001/11 | F G   | Jacky Ickx Arturo Merzario                                                                                                |
| Clarke-Mordaunt-Gunthrie-Durlacher     | March       | 721G 731       | Ford-Cosworth DFV            | F     | Mike Beuttler Reine Wisell                                                                                                |
| STP March Racing Team                  | March       | 721G 731       | Ford-Cosworth DFV            | G     | Jean-Pierre Jarier Henri Pescarolo Roger Williamson                                                                       |
| Lec Refrigeration Racing               | March       | 731            | Ford-Cosworth DFV            | G     | David Purley |
| Hesketh Racing                         | March       | 731            | Ford-Cosworth DFV            | G     | James Hunt |
| Team Pierre Robert                     | March       | 731            | Ford-Cosworth DFV            | G     | Reine Wisell |
| Team Surtees                           | Surtees     | TS14A TS9B     | Ford-Cosworth DFV            | F     | Mike Hailwood Carlos Pace Luiz Bueno Andrea De Adamich John Surtees Jochen Mass                                           |
| Marlboro BRM                           | BRM         | 160C 160D 160E | BRM P142                     | F     | Jean-Pierre Beltoise Clay Regazzoni Niki Lauda Peter Gethin                                                               |
| F.Williams Racing Cars                 | Iso Rivolta | FX3B IR        | Ford-Cosworth DFV            | F     | Nanni Galli Howden Ganley Jackie Pretorius Tom Belsø Henri Pescarolo Graham McRae Gijs van Lennep Tim Schenken Jacky Ickx |
| UOP Shadow                             | Shadow      | DN1            | Ford-Cosworth DFV            | G     | Jackie Oliver George Follmer Brian Redman                                                                                 |
| Embassy Hill                           | Shadow      | DN1            | Ford-Cosworth DFV            | G     | Graham Hill |
| Team Ensign                            | Ensign      | N173           | Ford-Cosworth DFV            | F     | Rikky von Opel |
| Martini Racing Team                    | Tecno       | PA123/6        | Tecno Series-P               | F     | Chris Amon |

## Risultati
| N° | Gran Premio                   | Data         | Circuito       | Pole position      | Giro più veloce    | Pilota vincitore   | Costruttore  | Resoconto |
| -- | ----------------------------- | ------------ | -------------- | ------------------ | ------------------ | ------------------ | ------------ | --------- |
| 1  | Gran Premio d'Argentina       | 28 gennaio   | Buenos Aires   | Clay Regazzoni     | Emerson Fittipaldi | Emerson Fittipaldi | Lotus-Ford   | Resoconto |
| 2  | Gran Premio del Brasile       | 11 febbraio  | Interlagos     | Ronnie Peterson    | Denny Hulme        | Emerson Fittipaldi | Lotus-Ford   | Resoconto |
| 3  | Gran Premio del Sudafrica     | 3 marzo      | Kyalami        | Denny Hulme        | Emerson Fittipaldi | Jackie Stewart     | Tyrrell-Ford | Resoconto |
| 4  | Gran Premio di Spagna         | 29 aprile    | Montjuïc       | Ronnie Peterson    | Ronnie Peterson    | Emerson Fittipaldi | Lotus-Ford   | Resoconto |
| 5  | Gran Premio del Belgio        | 20 maggio    | Zolder         | Ronnie Peterson    | François Cevert    | Jackie Stewart     | Tyrrell-Ford | Resoconto |
| 6  | Gran Premio di Monaco         | 3 giugno     | Montecarlo     | Jackie Stewart     | Emerson Fittipaldi | Jackie Stewart     | Tyrrell-Ford | Resoconto |
| 7  | Gran Premio di Svezia         | 17 giugno    | Anderstorp     | Ronnie Peterson    | Denny Hulme        | Denny Hulme        | McLaren-Ford | Resoconto |
| 8  | Gran Premio di Francia        | 7 luglio     | Le Castellet   | Jackie Stewart     | Denny Hulme        | Ronnie Peterson    | Lotus-Ford   | Resoconto |
| 9  | Gran Premio di Gran Bretagna  | 14 luglio    | Silverstone    | Ronnie Peterson    | James Hunt         | Peter Revson       | McLaren-Ford | Resoconto |
| 10 | Gran Premio d'Olanda          | 29 luglio    | Zandvoort      | Ronnie Peterson    | Ronnie Peterson    | Jackie Stewart     | Tyrrell-Ford | Resoconto |
| 11 | Gran Premio di Germania       | 5 agosto     | Nürburgring    | Jackie Stewart     | Carlos Pace        | Jackie Stewart     | Tyrrell-Ford | Resoconto |
| 12 | Gran Premio d'Austria         | 19 agosto    | Österreichring | Emerson Fittipaldi | Carlos Pace        | Ronnie Peterson    | Lotus-Ford   | Resoconto |
| 13 | Gran Premio d'Italia          | 9 settembre  | Monza          | Ronnie Peterson    | Jackie Stewart     | Ronnie Peterson    | Lotus-Ford   | Resoconto |
| 14 | Gran Premio del Canada        | 23 settembre | Mosport        | Ronnie Peterson    | Emerson Fittipaldi | Peter Revson       | McLaren-Ford | Resoconto |
| 15 | Gran Premio degli Stati Uniti | 7 ottobre    | Watkins Glen   | Ronnie Peterson    | James Hunt         | Ronnie Peterson    | Lotus-Ford   | Resoconto |

## Classifiche

### Classifica piloti
I punti venivano assegnati su base 9–6–4–3–2–1 ai primi sei classificati di ogni gara. Per la classifica, sono stati mantenuti solo i sette migliori risultati delle prime otto gare e i sei migliori risultati delle ultime sette gare. Ai piloti che hanno ottenuto lo stesso numero di punti è stata assegnata la stessa classifica di campionato, indipendentemente dal numero relativo di vittorie, secondi posti, ecc. ottenuti da ciascun pilota. La FIA non ha assegnato una classifica di campionato a quei piloti che non hanno ottenuto punti nel campionato.
| Pos. | Pilota               |     |     |     |     |     |     |     |     |     |     |     |     |     |     |     | Punti |
| ---- | -------------------- | --- | --- | --- | --- | --- | --- | --- | --- | --- | --- | --- | --- | --- | --- | --- | ----- |
| 1    | Jackie Stewart       | 3   | 2   | 1   | Rit | 1   | 1   | 5   | 4   | 10  | 1   | 1   | 2   | 4   | 5   | WD  | 71    |
| 2    | Emerson Fittipaldi   | 1   | 1   | 3   | 1   | 3   | 2   | 12* | Rit | Rit | Rit | 6   | Rit | 2   | 2   | 6   | 55    |
| 3    | Ronnie Peterson      | Rit | Rit | 11  | Rit | Rit | 3   | 2   | 1   | 2   | 11* | Rit | 1   | 1   | Rit | 1   | 52    |
| 4    | François Cevert      | 2   | 10  | NC  | 2   | 2   | 4   | 3   | 2   | 5   | 2   | 2   | Rit | 5   | Rit | NP  | 47    |
| 5    | Peter Revson         | 8   | Rit | 2   | 4   | Rit | 5   | 7   |     | 1   | 4   | 9   | Rit | 3   | 1   | 5   | 38    |
| 6    | Denny Hulme          | 5   | 3   | 5   | 6   | 7   | 6   | 1   | 8   | 3   | Rit | 12  | 8   | 15  | 13  | 4   | 26    |
| 7    | Carlos Reutemann     | Rit | 11  | 7   | Rit | Rit | Rit | 4   | 3   | 6   | Rit | Rit | 4   | 6   | 8   | 3   | 16    |
| 8    | James Hunt           |     |     |     |     |     | 9*  |     | 6   | 4   | 3   |     | Rit | Rit | 7   | 2   | 14    |
| 9    | Jacky Ickx           | 4   | 5   | Rit | 12  | Rit | Rit | 6   | 5   | 8   |     | 3   |     | 8   |     | 7   | 12    |
| 10   | Jean-Pierre Beltoise | Rit | Rit | Rit | 5   | Rit | Rit | Rit | 11  | Rit | 5   | Rit | 5   | 13  | 4   | 9   | 9     |
| 11   | José Carlos Pace     | Rit | Rit | Rit | Rit | 8   | Rit | 10  | 13  | Rit | 7   | 4   | 3   | Rit | 18  | Rit | 7     |
| 12   | Arturo Merzario      | 9   | 4   | 4   |     |     | Rit |     | 7   |     |     |     | 7   | Rit | 15  | 16  | 6     |
| 13   | George Follmer       |     |     | 6   | 3   | Rit |     | 14  | Rit | Rit | 10  | Rit | Rit | 10  | 17  | 14  | 5     |
| 14   | Jackie Oliver        |     |     | Rit | Rit | Rit | 10  | Rit | Rit | Rit | Rit | 8   | Rit | 11  | 3   | 15  | 4     |
| 15   | Andrea De Adamich    |     |     | 8   | Rit | 4   | 7   |     | Rit | Rit |     |     |     |     |     |     | 3     |
| 16   | Wilson Fittipaldi    | 6   | Rit | Rit | 10  | Rit | 11* | Rit | 16  | Rit | Rit | 5   | Rit | Rit | 11  | NC  | 3     |
| 17   | Niki Lauda           | Rit | 8   | Rit | Rit | 5   | Rit | 13  | 9   | 12  | Rit | Rit |     | Rit | Rit | Rit | 2     |
| 18   | Clay Regazzoni       | 7   | 6   | Rit | 9   | 10* | Rit | 9   | 12  | 7   | 8   | Rit | 6   | Rit |     | 8   | 2     |
| 19   | Howden Ganley        | NC  | 7   | 10  | Rit | Rit | Rit | Rit | 14  | 9   | 9   | NP  | NC  | NC  | 6   | 12  | 1     |
| 20   | Gijs van Lennep      |     |     |     |     |     |     |     |     |     | 6   |     | 9   | Rit |     |     | 1     |
| 21   | Chris Amon           |     |     |     |     | 6   | Rit |     |     | Rit | Rit |     |     |     | 10  | WD  | 1     |
| -    | Mike Hailwood        | Rit | Rit | Rit | Rit | Rit | 8   | Rit | Rit | Rit | Rit | 14  | 10  | 7   | 9   | Rit | 0     |
| -    | Mike Beuttler        | 10* | Rit | Rit | NC  | 7*  | 11  | Rit | 8   |     | 11  | Rit | 16  | Rit | Rit | Rit | 0     |
| -    | Jochen Mass          |     |     |     |     |     |     |     |     | Rit |     | 7   |     |     |     | Rit | 0     |
| -    | Henri Pescarolo      |     |     |     | 8   |     |     |     | Rit |     |     | 10  |     |     |     |     | 0     |
| -    | Graham Hill          |     |     |     | Rit | 9   | Rit | Rit | 10  | Rit | NC  | 13  | Rit | 14  | 16  | 13  | 0     |
| -    | Nanni Galli          | Rit | 9   |     | 11  | Rit | Rit |     |     |     |     |     |     |     |     |     | 0     |
| -    | Jody Scheckter       |     |     | 9*  |     |     |     |     | Rit | Rit |     |     |     |     | Rit | Rit | 0     |
| -    | Rolf Stommelen       |     |     |     |     |     |     |     |     |     |     | 11  | Rit | 12  | 12  |     | 0     |
| -    | Jean-Pierre Jarier   | Rit | Rit | NC  |     | Rit | Rit | Rit | Rit |     |     |     | Rit |     | NC  | 11* | 0     |
| -    | Luiz Bueno           |     | 12  |     |     |     |     |     |     |     |     |     |     |     |     |     | 0     |
| -    | Rikky von Opel       |     |     |     |     |     |     |     | 15  | 13  | NP  |     | Rit | Rit | NP  | Rit | 0     |
| -    | Tim Schenken         |     |     |     |     |     |     |     |     |     |     |     |     |     | 14  |     | 0     |
| -    | David Purley         |     |     |     |     |     | Rit |     |     | Rit | WD  | 16  |     | Rit |     |     | 0     |
| -    | Jackie Pretorius     |     |     | Rit |     |     |     |     |     |     |     |     |     |     |     |     | 0     |
| -    | Reine Wisell         |     |     |     |     |     |     | Rit | Rit |     |     |     |     |     |     |     | 0     |
| -    | Roger Williamson     |     |     |     |     |     |     |     |     | Rit | Rit |     |     |     |     |     | 0     |
| -    | John Watson          |     |     |     |     |     |     |     |     | Rit |     |     |     |     |     | Rit | 0     |
| -    | Eddie Keizan         |     |     | NC  |     |     |     |     |     |     |     |     |     |     |     |     | 0     |
| -    | Dave Charlton        |     |     | Rit |     |     |     |     |     |     |     |     |     |     |     |     | 0     |
| -    | Graham McRae         |     |     |     |     |     |     |     |     | Rit |     |     |     |     |     |     | 0     |
| -    | Peter Gethin         |     |     |     |     |     |     |     |     |     |     |     |     |     | Rit |     | 0     |
| -    | Brian Redman         |     |     |     |     |     |     |     |     |     |     |     |     |     |     | SQ  | 0     |
| Pos. | Pilota               |     |     |     |     |     |     |     |     |     |     |     |     |     |     |     | Punti |

| Legenda | 1º posto     | 2º posto | 3º posto    | A punti         | Senza punti/Non class.  | Grassetto – Pole position Corsivo – Giro più veloce |
| Legenda | Squalificato | Ritirato | Non partito | Non qualificato | Solo prove/Terzo pilota | Grassetto – Pole position Corsivo – Giro più veloce |

* Indica quei piloti che non hanno terminato la gara ma sono ugualmente classificati avendo coperto, come previsto dal regolamento, almeno il 90% della distanza totale.

### Classifica costruttori
I punti venivano assegnati su base 9–6–4–3–2–1 ai primi sei classificati di ogni gara. I punti venivano assegnati solo per la posizione occupata dall'auto meglio classificata di ciascun produttore. Per la classifica sono stati mantenuti solo i sette migliori risultati delle prime otto gare e i sei migliori risultati delle ultime sette gare. I punti nella tabella fuori parentesi sono i punti che hanno contribuito al campionato, i punti tra parentesi mostrano i punti totali segnato.
| Pos. | Costruttore  | Motore        | ARG | BRA | RSA | ESP | BEL | MON | SWE | FRA | GBR | NED | GER | AUT | ITA | CAN | USA | Punti   | Vittorie | Pole | GPV |
| ---- | ------------ | ------------- | --- | --- | --- | --- | --- | --- | --- | --- | --- | --- | --- | --- | --- | --- | --- | ------- | -------- | ---- | --- |
| 1    | Lotus        | Ford-Cosworth | 1   | 1   | 3   | 1   | (3) | 2   | 2   | 1   | 2   | 11  | 6   | 1   | 1   | 2   | 1   | 92 (96) | 7        | 10   | 7   |
| 2    | Tyrrell      | Ford-Cosworth | 2   | 2   | 1   | 2   | 1   | 1   | (3) | 2   | 5   | 1   | 1   | 2   | 4   | 5   | DNS | 82 (86) | 5        | 3    | 2   |
| 3    | McLaren      | Ford-Cosworth | 5   | 3   | 2   | 4   | 7   | 5   | 1   | 8   | 1   | 4   | 3   | 8   | 3   | 1   | 4   | 58      | 3        | 1    | 3   |
| 4    | Brabham      | Ford-Cosworth | 6   | 11  | 7   | 10  | 4   | 7   | 4   | 3   | 6   | Ret | 5   | 4   | 6   | 8   | 3   | 22      | 0        | 0    | 0   |
| 5    | March        | Ford-Cosworth | 10  | Rit | NC  | 7   | 11  | 9   | 8   | 6   | 4   | 3   | 15  | Rit | 9   | 7   | 2   | 14      | 0        | 0    | 2   |
| 6    | Ferrari      | Ferrari       | 4   | 4   | 4   | 12  | Rit | Rit | 6   | 5   | 8   | WD  | WD  | 7   | 8   | 15  | 16  | 12      | 0        | 0    | 0   |
| 7    | BRM          | BRM           | 7   | 6   | Rit | 5   | 5   | Rit | 9   | 9   | 7   | 5   | Rit | 5   | 13  | 4   | 8   | 12      | 0        | 1    | 0   |
| 8    | Shadow       | Ford-Cosworth |     | WD  | 6   | 3   | 9   | 10  | 14  | 10  | Rit | 10  | 8   | Rit | 10  | 3   | 13  | 9       | 0        | 0    | 0   |
| 9    | Surtees      | Ford-Cosworth | Rit | 12  | 8   | Rit | 8   | 8   | 10  | 13  | Rit | 7   | 4   | 3   | 7   | 9   | Rit | 7       | 0        | 0    | 2   |
| 10   | Iso Marlboro | Ford-Cosworth | NC  | 7   | 10  | 11  | Rit | Rit | 11  | 14  | 9   | 6   | 10  | 9   | NC  | 6   | 7   | 2       | 0        | 0    | 0   |
| 11   | Tecno        | Tecno         |     |     |     |     | 6   | Rit | WD  | WD  | Rit | Rit | WD  | DNS | WD  |     |     | 1       | 0        | 0    | 0   |
| Pos. | Costruttore  | Motore        | ARG | BRA | RSA | ESP | BEL | MON | SWE | FRA | GBR | NED | GER | AUT | ITA | CAN | USA | Punti   | Vittorie | Pole | GPV |

## Gare non valide per il mondiale
| * | Data     | Gran Premio               | Circuito     | Vincitore      | Auto vincitrice   | Pole Position        | Giro veloce                                     | Dettagli  |
| - | -------- | ------------------------- | ------------ | -------------- | ----------------- | -------------------- | ----------------------------------------------- | --------- |
| 1 | 17 marzo | Race of Champions         | Brands Hatch | Peter Gethin   | Chevron-Chevrolet | Jean-Pierre Beltoise | Jean-Pierre Beltoise Niki Lauda Ronnie Peterson | Resoconto |
| 2 | 8 aprile | BRDC International Trophy | Silverstone  | Jackie Stewart | Tyrrell-Ford      | Emerson Fittipaldi   | Ronnie Peterson                                 | Resoconto |